# Seznam svetovnih cestnih kolesarskih prvakov

## Ženske
| Leto | Prvak, država               |
| ---- | --------------------------- |
| 1958 | E. Jacobs, LUKS             |
| 1959 | Yvonne Reynders, BEL        |
| 1960 | Beryl Burton, GBR           |
| 1961 | Yvonne Reynders, BEL        |
| 1962 | M. R. Gaillard, BEL         |
| 1963 | Yvonne Reynders, BEL        |
| 1964 | Em. Sonka, URS              |
| 1965 | El. Eicholz, RDA            |
| 1966 | Yvonne Reynders, BEL        |
| 1967 | Beryl Burton, GBR           |
| 1968 | Cornelia Hage, NIZ          |
| 1969 | Audrey McElmury, ZDA        |
| 1970 | G. Gambillon, FRA           |
| 1971 | A. Konkina, URS             |
| 1972 | G. Gambillon, FRA           |
| 1973 | N. Vandenbroeck, NIZ        |
| 1974 | G. Gambillon, FRA           |
| 1975 | Tr. Fopma, NIZ              |
| 1976 | Cornelia Hage, NIZ          |
| 1977 | J. Bost, FRA                |
| 1978 | Beate Habetz, RFA           |
| 1979 | Petra De Bruin, NIZ         |
| 1980 | Beth Heiden, ZDA            |
| 1981 | Ute Enzenauer, RFA          |
| 1982 | Mandy Jones, GBR            |
| 1983 | Marianne Berglund, SUI      |
| 1985 | Jeannie Longo, FRA          |
| 1986 | Jeannie Longo, FRA          |
| 1987 | Jeannie Longo, FRA          |
| 1989 | Jeannie Longo, FRA          |
| 1990 | Catherine Marsal, FRA       |
| 1991 | L. Van Moorsel, NIZ         |
| 1993 | L. Van Moorsel, NIZ         |
| 1994 | Monica Valvik, NOR          |
| 1995 | Jeannie Longo, FRA          |
| 1996 | Barbara Heeb, SUI           |
| 1997 | Alessandra Cappellotto, ITA |
| 1998 | Diana Ziliute, LIT          |
| 1999 | Edita Pucinskaite, LIT      |
| 2000 | Zinaida Stahurskaia, BLR    |
| 2001 | Nicole Cooke, GBR           |
| 2002 | Susanne Ljungskog, ŠVE      |
| 2003 | Susanne Ljungskog, ŠVE      |
| 2004 | Judith Arndt, NEM           |
| 2005 | Regina Schleicher, NEM      |